# 6547 Vasilkarazin
6547 Vasilkarazin eller 1987 RO3 är en asteroid i huvudbältet som upptäcktes den 2 september 1987 av den ryska astronomen Ljudmila Tjernych vid Krims astrofysiska observatorium på Krim. Den är uppkallad efter Vasilij Karazin.